# Mogoditshane
Mogoditshane es una ciudad localizada en el Distrito de Kweneng de Botsuana. Su población era 14.246 en el censo de 2001 y de 57.637 en el censo de 2011. Está en conurbación con la capital Gaborone, cuya aglomeración es ahora hogar de 421.907 habitantes al censo de 2011.
El equipo de fútbol es el Mogoditshane Fighters.